# Benzanilide
Le benzanilide ou N-phénylbenzamide est un composé organique de la famille des amides. Il est disponible dans le commerce et peut être préparé directement par réaction entre l'acide benzoïque et l'aniline.

## Propriétés
Le benzanilide est un solide blanc à l'odeur aromatique qui est pratiquement insoluble dans l'eau.

## Synthèse
Le benzanilide peut être préparé par réaction entre l'acide benzoïque ou le  chlorure de benzoyle et l'aniline :
{\displaystyle \mathrm {C_{7}H_{6}O_{2}+C_{6}H_{7}N\longrightarrow C_{13}H_{11}NO+H_{2}O} }
Il peut aussi être produit à partir du benzophénonoxime par réarrangement de Beckmann avec le pentachlorure de phosphore dans le diéthyléther,,.